# Inventie

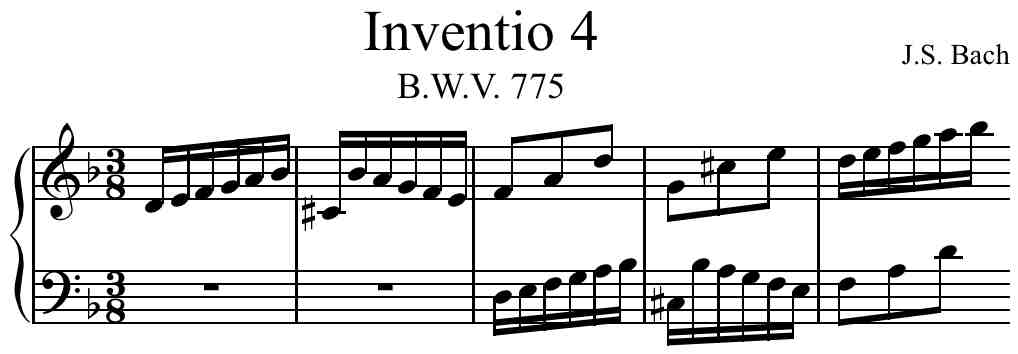
Eerste maten van J.S. Bachs bekende vierde inventie in d mineur (BWV 775). Herkenbaar is de typerende expositie.

Een inventie of inventio (Latijn: 'vinding') is een contrapuntische muziekvorm, meestal bestemd voor klavecimbel of piano.

## Geschiedenis en karakter
De inventie bestond als compositorisch genre vooral ten tijde van de Barok. 
Inventies werden vanuit een didactisch oogpunt gecomponeerd, ter bevordering van het componeren en spelen in contrapunt door respectievelijk de compositie- en pianostudent, ze waren niet bedoeld als voordrachtstukken. Zo componeerde Johann Sebastian Bach zijn bekende inventies slechts als oefeningen voor zijn zoon Wilhelm Friedemann Bach. 
Inventies zijn vrijwel altijd eendelig, tamelijk kort en tweestemmig. Kenmerkend is de korte expositie, niet zelden in omkeerbaar contrapunt, waarbij beide stemmen doorgaans op de tonica inzetten. Dit in tegenstelling tot andere kleine contrapuntische muziekvormen zoals de sinfonia of de fughetta. Verder kenmerkt de inventie zich door een relatief lange doorwerking van het thema, die al dan niet wordt gevolgd door een korte recapitulatie. 